# George W. Romney
George Wilcken Romney (Chihuahua, 8 de julho de 1907 — Bloomfield Hills, 26 de julho de 1995), foi governador de Michigan entre 1963 e 1969. Empresário e político norte-americano, era um membro do Partido Republicano e pai do ex-governador de Massachusetts Mitt Romney.

## Vida
Nasceu na colônia mórmon de Dublan em Chihuahua, México, país de onde sua família fugiu por causa da Revolução Mexicana, cresceu em Idaho e Utah. Em sua juventude, ele passou dois anos como missionário mórmon na Inglaterra e na Escócia. Frequentou a Universidade de Utah e também a Universidade George Washington, mas nunca se formou.
George Romney se casou em 1931 com a atriz Lenore LaFount, com quem teve quatro filhos, Lynn, Jane, Scott e Mitt.
Durante a II Guerra Mundial foi CEO da Automobile Manufacturers Asssociation. Em 1954 foi nomeado presidente da American Motors.
Como chefe da American Motors, Romney tornou-se um homem rico conhecido. Isso lhe valeu a chance de saltar para a arena política. Em 1962 decidiu concorrer para o governo de Michigan pelo Partido Republicano, ele derrotou o governador democrata John Swainson, quebrando 14 anos consecutivos de domínio Democrata no estado. Ele foi reeleito em 1964 e 1966 sendo governador por três mandatos consecutivos.
Em 1968 ele foi um dos pré-candidatos à presidência dos Estados Unidos mas perdeu para Richard Nixon, em meados de 1967, as pesquisas mostravam Nixon com 39%, seguido por Romney com 25%, devido a alguns embates com a imprensa pelo fato de ter nascido no México e por ser contra a guerra do Vietnã, o apoio a sua candidatura desapareceu de forma constante, e com as pesquisas mostrando-o muito atrás de Nixon, ele retirou-se da corrida em 28 de fevereiro de 1968
Ele foi nomeado Secretário de Habitação e Desenvolvimento Urbano (1969-1973). Permaneceu à frente do Departamento de Habitação durante todo o primeiro mandato de Nixon.
Morreu em sua casa em Bloomfield Hills, Michigan, de um ataque cardíaco enquanto fazia exercício físico em 26 de julho de 1995 aos 88 anos.